# Konfuziustempel (Peking)

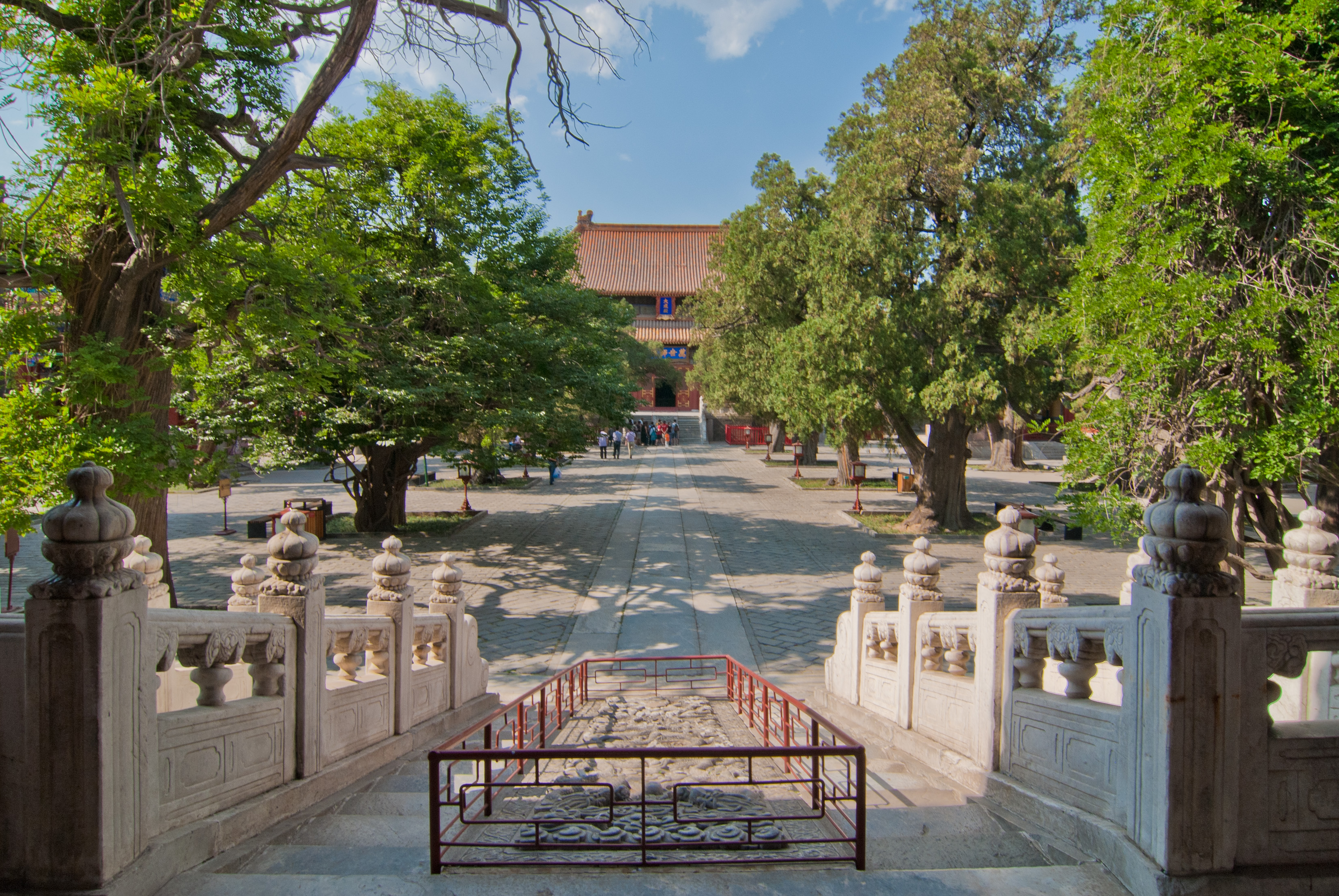
Konfuziustempel in Peking mit Blick nach Norden

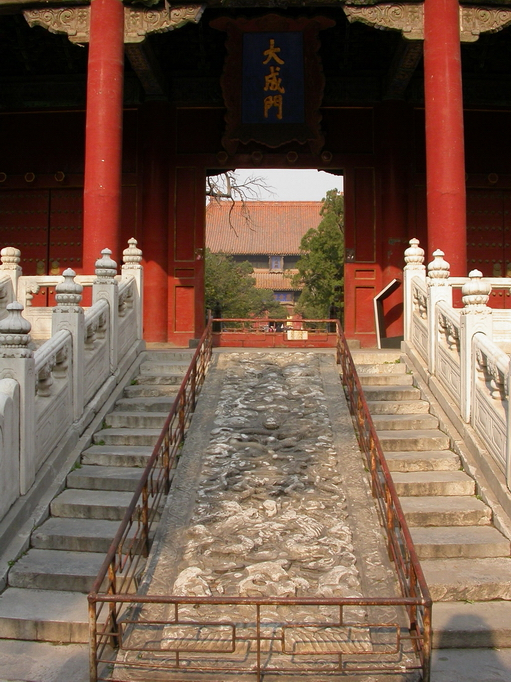
Pekinger Konfuziustempel

Der Konfuziustempel (chinesisch 孔庙, Pinyin Kǒng Miào) in Peking wurde im Jahr 1306 errichtet und ist der zweitgrößte Tempel zur Verehrung von Konfuzius nach dem Konfuziustempel in Qufu, der Heimatstadt des Philosophen in der Provinz Shandong.
Er befindet sich im Nordosten der Altstadt von Peking, in unmittelbarer Nähe des früheren Stadttores Andingmen und des Lamatempels. Die Anlage hat eine Fläche von rund 22.000 Quadratmetern. Im Tempel werden über 300 Stelen mit Inschriften der Namen erfolgreicher Prüfungsabsolventen sowie einiger klassischer konfuzianischer Texte aufbewahrt. Ausstellungshallen präsentieren die Geschichte des Konfuzianismus.
Der Pekinger Konfuziustempel (北京孔庙,  Beijing Kongmiao) steht seit 1988 auf der Liste der Denkmäler der Volksrepublik China (3-82).